# 日笠圭
日笠 圭（ひがさ けい、1977年7月24日 - ）は、日本の俳優、写真家、ラジオパーソナリティー。広島県広島市出身。

## 来歴・人物
1998年福山大学在学中、CMやドラマに出演するなど広島にて芸能活動を開始。
2000年より拠点を東京に移す。
ジェイ・クリップ（英: J.CLIP, Inc.）所属
また、俳優業と並行しプロのフォトグラファーでもある。
2013年・2014年には個展「心深」開催。
2019年にはヨーロッパ最大級のソフトウェア会社SAP SEの日本法人、SAPジャパンが発行するデスクトップカレンダーに自身の撮影する旅写真が起用された。
『人生、無計画の計画』を公言。
表現活動の範囲を制限せず、俳優・写真家・映像家・演出家・プロデューサー・ラジオパーソナリティー・サムライパフォーマーなど多種に渡って活動。
全国各地を全行程キャンプをしながら行うノープランの旅をライフスタイルとする。
サムライ実演家集団　MONONOFU GUILD　メンバー。

## 作品

### ラジオ
- FM89.2MHz　SKY WAVE
日笠圭の『K-WAVE』パーソナリティー　(2021年1月～)[3]

### テレビドラマ
- 泣いてる場合か（1998年、RCC） - 助監督 役
- ドラマW「愛と資本主義」（2003年、WOWOW） - 新人ホスト 役
- 四分の一の絆（2004年、TBS） - ウェイター 役
- パナソニックドラマスペシャル『あるがままの君でいて』（2008年、TBS） - 酔っ払いサラリーマン 役
- 「超」怖い話　フィクションズ　平山夢明の眼球遊園（2009年、TBSチャンネル）
  - エピソードI「大日本ノックアウトガール」 -  柔道男 役
  - エピソードII「ラムズ・スクワッド」 - 中村刑事 役
- ブラッディ・マンデイSeason2（2010年1月30日、第2話、TBS） - 男2 役
- 日曜劇場（TBS）
  - 「流星ワゴン」（2015年） - 若い衆 役
  - 「下町ロケット」（2015年12月6日、第8話） - 野山裕太郎 役
  - 「陸王」（2017年11月26日、第6話） - 関係者A 役
  - 「半沢直樹」（2020年9月27日、最終回） - 整備責任者 役
- 2夜連続スペシャルドラマ 「レッドクロス〜女たちの赤紙〜」（2015年、TBS） - 日笠兵士 役
- 土曜ドラマ24「昼のセント酒」（2016年5月22日、第七湯、テレビ東京） - スタッフ 役
- NHK大河ドラマ「鎌倉殿の13人」（2022年12月11日、第47回） - 伊賀光季 役[4]

### その他のTV番組
- 力の限りゴーゴゴー（2003年、フジテレビ）
- OUT OF ORDER（2003年、テレビ朝日）
- ロンドンハーツ（2004年、テレビ朝日）
- 近未来×予測テレビ ジキル&ハイド（2008年、朝日放送）
- ドッキリアワード2015（2015年、TBS）
- にっぽん!歴史鑑定（BS-TBS）
  - 第286回「ラスト・サムライ土方歳三」（2021年11月22日） - 土方歳三 役
  - 第316回「信長・秀吉・家康は雲の上！最もダメな戦国武将は誰だ！？」（2022年9月26日） - 佐竹義重 役

## CM
- LOTAS CLUB　広島（1998年）
- ポケメロジョイサウンド（2003年）
- 亀田製菓「柿の種　-おいしいがとまらない編-」（2009年）
- 亀田製菓「柿の種　-黄金バランス編-」（2009年）
- Iwatani「マルヰガス」（2010年）
- アサヒ「ストロングオフ」（2011年）
- NEXCO中日本（2021年）

## スチール
- 日産自動車「AD バン」（2006年）
- 森永製菓「ハイチュウ」（2006年）
- 栄光ゼミナール（2006年）
- アルク -TOEIC-（2006年）
- 苗場プリンスホテル（2009年 - 2012年）
- JR東日本（2010年）
- リクルート スーモ（2013年）

## イベント
- 東京国際映画祭 TPG『ミッシング・ピース』（監督：佐藤克則、2007年）

## VP
- リクルートスタッフィング（2008年）
- YSコンサルタント株式会社（2008年）

## 映画
- 美悪の花（2001年）　監督/中川良平
- 社葬（2002年）　監督/香月秀之
- アメイジンググレイス -愛の讃美歌-（2011年）監督/川野浩司
- 君が咲う日（2022年）監督/長尾元

## 方言指導（広島弁）
- 流星ワゴン（2015年、TBS）

## 舞台

### 演出
- 劇団ジャップリン「toriage-トリアージ-」笹塚ファクトリー

### 出演
- 大島家の人々!!! サンモールスタジオ（2001年10月）
- 受話器の向こう側　構成・演出/高橋いさを 　サンモールスタジオ（2003年2月）
- アイスクリームマン　演出/平光琢也 　サンモールスタジオ（2003年4月）
- バンクバン・レッスン エンタシス　アトリエ公演（2003年9月）
- ヒトリゴト　神楽坂die pratzs（2004年5月）
- WANDELUNG「ヒミツ☆キッチン」シアター風姿花伝 （2004年10月）
- WANDELUNG「オハコ△▼ロック♪」下北沢「劇」小劇場（2005年3月）
- WANDELUNG「オハコ△▼ロック♪ シアター風姿花（2005年4月）
- WANDELUNG「シーチキンパラダイス◎」シアター風姿花伝 （2005年7月）
- WANDELUNG「クライマー、クライマー」シアター風姿花伝（2006年11月）
- WANDELUNG「BUS!!」シアター風姿花伝（2008年5月）
- 劇団ジャップリン「kitchen=ハル」中野/ザ・ポケット（2009年1月）
- 劇団ジャップリン「HIDEYOSHI」PANCHI中野/ザ・ポケット（2010年4月）
- 劇団ジャップリン「岡と土岐」中野/ザ・ポケット（2010年4月）
- 劇団ジャップリン「SARU 〜天下を盗んだ兄弟〜」笹塚ファクトリー（2012年4月）
- 劇団ジャップリン「でんすけ」中野HOPE（2012年11月）
- 劇団 FULL HOUSE 「ホテル THE 寿」劇場MOMO（2014年6月）
- 演劇集団 笹塚放課後クラブ「容疑者Xの献身」湯川学 役　中野/ザ・ポケット（2016年9月）
- 団ジャップリン「LOST」下北沢OFFOFFシアター（2018年6月）
- 劇団ジャップリン「今日は明日と同じ未来」下北沢 楽園（2018年11月）
- サンモールスタジオプロデュース　crime series4 『ブルースリーと同じ日』（2023年7月）
- 劇団ジャップリン「Re：Birth」シアタートップス（2024年6月）